# Sterne des Südens
Sterne des Südens ist eine ARD-Fernsehserie. Die unter der Regie von Berengar Pfahl entstandene Serie wurde zwischen 1992 und 1996 in insgesamt vier Staffeln ausgestrahlt und hat das wechselhafte Leben einiger Club-Animateure zum Inhalt. Drehorte der Serie waren unterschiedliche Schauplätze und Ferienclubanlagen in Asien, Afrika und Europa.

## Inhalt
Im Mittelpunkt der insgesamt vier Sterne des Südens-Staffeln stand das Animateurs-Trio Chris (Mark Keller), Katharina (Maria Ketikidou) und Kai (Volker Lippmann). Die Handlung startete auf Kreta, wo Newcomer Christoph im dortigen Marengo-Club neu einstieg und sich in die Rezeptions-Angestellte Katharina, eine einheimische Kreterin, verliebte. Komplettiert wurde die Hauptfiguren-Riege durch Christophs anfänglichen Chef Kai sowie Christophs Ex-Freundin Beatrice (Caroline Schröder). Der weitere Verlauf der Handlung führte die vier aufgeführten Hauptpersonen durch unterschiedliche Clubanlagen in verschiedenen Ländern: von Kreta nach Tunesien, von Tunesien in den Senegal, von dort nach Sri Lanka und schließlich in unterschiedliche südeuropäische Länder.
Die einzelnen Folgen der Serie enthielten zwar in sich abgeschlossene Episoden. Eingebettet waren diese jedoch in eine sich stetig weiter entwickelnde Gesamtgeschichte: Das unstete Leben der ersten Folgen mündete nach und nach in sesshaftere Lebensformen. Nach dem erfolgreichen Durchstehen der obligatorischen Konflikte heirateten Christoph und Katharina in Staffel drei und eröffneten ein Hotel, von dem jedoch in Staffel 4 nicht mehr die Rede ist. Kai liierte sich fester mit Claudine (Susanne Wilhelmina), die in der Mitte der zweiten Staffel Beatrice ersetzt hatte, welche der Serie zufolge ab diesem Zeitpunkt Damenunterwäsche in Hildesheim verkaufte. Auch charakterlich durchliefen die Rollen im Verlauf der Serie eine gewisse Entwicklung. Chris, in den ersten Folgen noch unerfahren und impulsiv, legte in den beiden letzten Staffeln dieselben Platzhirsch-Anwandlungen an den Tag wie Kai in Staffel eins. Letzterer hingegen durfte sich im Verlauf der Serie zunehmend zum gemütvollen Aussteiger mit alternativen Landleben-Ambitionen und zum Touristenskipper wandeln. Die Konstellation der letzten Staffel schließlich verdankte ihre Dramaturgie erheblich einer neuen Generation von Jung-Animateuren, die nunmehr auf der Animateurs-Schule von Chris und Katharina ausgebildet wurden.

## Serie und Kritiken
Anders als in ähnlichen Genre-Produktionen – beispielsweise der ZDF-Erfolgsserie Das Traumschiff – standen in Sterne des Südens nicht die Urlaubserlebnisse gutsituierter Normalbürger im Mittelpunkt. Dreh- und Angelpunkt der vier Serienstaffeln war vielmehr das Leben von Angehörigen des Personals in den diversen Clubanlagen. Einen Großteil ihrer Spannung erzeugte die Serie durch einen vergleichsweise realistischen Insiderblick hinter die Kulissen: Immer wieder kontrastierten einzelne Folgen den Widerspruch zwischen dem durchorganisierten Illusions-Betrieb der Ferienanlagen und den unkonventionellen, eher an postmateriellen Werten orientierten Wertvorstellungen der Animateurs-Hauptpersonen.
Trotz ihres Charakters als Unterhaltungsserie für ein breites Publikum wich Sterne des Südens der Thematisierung realer Probleme nicht aus. Typische Arbeitskonflikte in Ferienanlagen à la Robinson Club wurden ebenso thematisiert wie die Erschließung von Küstengebieten für den Massentourismus oder Drogenprobleme. Realistisch dargestellt werden auch die Konflikte, die sich aus einem ungebundenen Leben als Stern des Südens ergeben. Positiv aufgenommen wurde die Serie auch seitens der Presse. Die Fernsehillustrierte TV Movie formulierte im November 1992 als Resümee: „Gelungener Spagat zwischen Anspruch und Unterhaltung. Weder Urlaubskitsch noch eine intellektuell überhebliche Persiflage auf Ferienclubs.“

## Regisseur und Schauspieler
Als Regisseur der Serie fungierte Berengar Pfahl, der für die ARD bereits zahlreiche Dokumentar- und Fernsehfilm-Produktionen gedreht hatte. Die für Sterne des Südens gecasteten Hauptdarsteller hingegen waren zum Zeitpunkt der Erstausstrahlung vergleichsweise unbeschriebene Blätter. Mark Keller, Darsteller der zentralen Hauptfigur Christoph und ursprünglich Kfz-Mechaniker, war zuvor als Dean-Martin-Imitator durch Diskotheken getingelt. Maria Ketikidou (Katharina) hatte 1982 eine Hauptrolle in dem deutschen Spielfilm „Heartbreakers“, musste sich in den Folgejahren allerdings mit kleineren Nebenrollen begnügen. Weitgehend unbekannt waren auch Caroline Schröder (Beatrice); ebenso Susanne Wilhelmina (Claudine), welche das Hauptdarsteller-Quartett ab der zweiten Staffel komplettierte. Lediglich Volker Lippmann (Kai) konnte als Fernsehschauspieler eine gewisse Erfahrung vorweisen.
Als Gegenpart zu den jungen, unverbrauchten Gesichtern der vier Hauptdarsteller integrierte Regisseur Berengar Pfahl in Nebenrollen immer wieder bekannte Fernsehschauspieler: Diana Körner (Liebling Kreuzberg) und Winfried Glatzeder (Tatort) als Clubchefs sowie den Leipziger Tatort-Kommissardarsteller Peter Sodann als Vater von Christoph. Für die Mehrzahl der zuvor unbekannten Sterne des Südens-Darsteller erwies sich die Serie als nicht unmaßgeblicher Karriere-Baustein. Mark Keller spielte in der Folge diverse Serienrollen bei RTL (u. a. Alarm für Cobra 11). Maria Ketikidou gelang es, bei der bekannten ARD-Vorabendserie Großstadtrevier erfolgreich Fuß zu fassen. Susanne Wilhelmina hatte unter anderem Rollen in den drei Spielfilmen Spuren im Eis, Polski Crash und Der Augenblick der Begierde. In diversen Anschlussrollen zu sehen war auch der jugendliche Animateurs-Nachwuchs der letzten Staffel: Natascha Bonnermann spielte Rollen in den Fernsehserien Balko, Die Wache und Lindenstraße. Sylvia Leifheit trat in diversen Fernsehfilmen auf und hatte auch eine Nebenrolle in Roland Suso Richters Kinofilm 14 Tage lebenslänglich. Judith Kernke fand unter anderem Anschlussrollen in Fernsehserien wie Die Wache und Alarm für Cobra 11. Ebenfalls bei diversen Serien und Fernsehfilmen bei ARD, ZDF und RTL in Erscheinung trat Röde-Darsteller Lars Pape.

## Ausstrahlung
Die ARD strahlte Sterne des Südens in insgesamt vier Staffeln aus. Die Erstausstrahlung von Staffel 1 erfolgte 1992 (3 Folgen à 90 min). Staffel 2 wurde 1993 gesendet (13 Folgen à 48 min), Staffel 3 1995 (13 Folgen à 48 min) und Staffel 4 1996 (13 Folgen à 48 min). Staffel 1 und 2 liefen in der Prime-Time, Staffel 3 und 4 wurden im Vorabendprogramm gesendet. Mit rund 15 % Marktanteil erzielte die Serie Einschaltquoten auf sendertypischem Niveau. In den folgenden Jahren erfolgten Wiederholungen in mehreren dritten Programmen sowie im Vorabend- und Vormittagsprogramm der ARD.

## Dies und Das
Die Vermarktung der in der Serie vorkommenden Musikstücke und Titelsongs erwies sich nicht als besonders erfolgreich. Als Stück mit Wiedererkennungswert im Gedächtnis blieb lediglich der von Chris-Darsteller Mark Keller interpretierte Titelsong der ersten Staffel: Bel ami.

## Staffeln und Episoden
Die Staffeln untergliedern sich jeweils in mehrere Hauptschauplätze, an denen jeweils mehrere Folgen spielen. Die Länder, in denen die jeweiligen Club-Anlagen liegen, sind hinter dem Titel der Folge in Klammern aufgeführt.

### Erste Staffel (1992)
- 1. Kein Platz für Dean Martin (Langfolge; Kreta)
- 2. Gefahren im Orient (Langfolge; Tunesien)
- 3. Afrikanische Träume (Langfolge; Senegal)

### Zweite Staffel (1993)
- 4. Spiel mit dem Feuer (Fuerteventura)
- 5. Rettung aus der Luft (Fuerteventura)
- 6. Ein Vater für Laura (Fuerteventura)
- 7. Angst vorm Fliegen (Sri Lanka)
- 8. Mädchen aus Radnapura (Sri Lanka)
- 9. Flucht aus dem Dschungel (Sri Lanka)
- 10. Frühstück bei Kai (Türkei)
- 11. Türkischer Honig (Türkei)
- 12. Aladin in Flammen (Türkei)
- 13. Eltern gesucht (Türkei)
- 14. Über den Wolken (Italien)
- 15. Glückliche Familie (Italien)
- 16. Macht der Sterne (Italien)

### Dritte Staffel (1995)
- 17. Konkurrenz für Christoph (Fuerteventura)
- 18. Jonathan (Fuerteventura)
- 19. Dunkle Wolken (Fuerteventura)
- 20. Besuch aus Deutschland (Sri Lanka)
- 21. Mutterliebe (Sri Lanka)
- 22. Der goldene Elefant (Sri Lanka)
- 23. Böses Spiel (Türkei)
- 24. Unfall mit Folgen (Türkei)
- 25. Endlich Urlaub (Türkei)
- 26. Tod auf Kreta (Türkei/Kreta)
- 27. Der Heiratsantrag (Türkei/Kreta)
- 28. Aussicht auf Erfolg (Kreta)
- 29. Ganz in Weiss (Kreta)

### Vierte Staffel (1996)
- 30. Der Seiltänzer (Kreta/Santorin)
- 31. Licht ins Dunkel (Kreta)
- 32. Max (Kreta)
- 33. Herrenausflug (Kreta/Santorin)
- 34. Ausverkauf (Kreta)
- 35. Wenn die Liebe hinfällt (Kreta)
- 36. Bilder aus dem Paradies (Kreta/Türkei)
- 37. Bauchtanz (Türkei)
- 38. Bel Ami (Türkei)
- 39. Geisterstadt (Türkei)
- 40. Pattys Flirt (Türkei)
- 41. Premiere (Türkei)
- 42. Neumond (Türkei)